# Macrothelypteris
Macrothelypteris es un género de helechos terrestres pertenecientes a la familia Thelypteridaceae.

## Especies seleccionadas
- Macrothelypteris aubertii Pic.Serm.
- Macrothelypteris aurita Pic.Serm.
- Macrothelypteris bukoensis Pic.Serm.
- Macrothelypteris changshaensis Ching
- Macrothelypteris contingens Ching